# روبرت إم. هايغ
روبرت إم. هايغ (بالإنجليزية: Robert M. Haig)‏ هو اقتصادي أمريكي، ولد في 1887، وتوفي في 1953.